# Сауди Арамко
„Сауди Арамко“ (на арабски: أرامكو السعودية‎) е саудитско държавно предприятие за добив на нефт и природен газ със седалище в Дахран.
Основано през 1933 година като Арабско-американска нефтена компания, към 2020 година то е една от най-големите компании в света по обем на продажбите (230 милиарда долара), вторият по големина собственик на нефтени запаси в света и нефтената компания с най-голямо дневно производство.